# Pi Serpentis
Pi Serpentis (π Serpentis, förkortat Pi Ser, π Ser) som är stjärnans Bayerbeteckning, är en ensam stjärna belägen i den nordöstra delen av stjärnbilden Ormen, i den del som representerar ”ormens huvud” (Serpens Caput). Den har en skenbar magnitud på 4,82 och är synlig för blotta ögat där ljusföroreningar ej förekommer. Baserat på parallaxmätning inom Hipparcosuppdraget på ca 18,2 mas, beräknas den befinna sig på ett avstånd på ca 179 ljusår (ca 55 parsek) från solen.

## Egenskaper
Pi Serpentis är en gul till vit stjärna i huvudserien av spektralklass A3 V. Den har en massa som är ca 2,5 gånger större än solens massa, en radie som är ca 2,3 gånger större än solens och utsänder från dess fotosfär ca 27 gånger mera energi än solen vid en effektiv temperatur på ca 7 570 K.
År 1992 observerades ett överskott av infraröd strålning med en våglängd av 60 μm från Pi Serpentis. Detta tyder på att en stoftskiva med en temperatur på 45 K kretsar 211 AE från värdstjärnan.